# Ville de Whyalla
La ville de Whyalla (City of Whyalla) est une zone d'administration locale située à l'extrémité nord-est de la péninsule d'Eyre dans l'État d'Australie-Méridionale, en Australie.
Elle ne comprend que la ville de Whyalla et les quartiers et villages environnants : Backy Bay, Cowleds Landing, Douglas Point, False Bay, Fitzgerald Bay, Mullaquana, Murninnie Beach, Nonowie, Point Lowly, Tregalana, Whyalla Jenkins, Whyalla Norrie, Whyalla Playford et Whyalla Stuart